# Henry Primakoff
Henry Primakoff (12 de febrer de 1914, Odessa, Imperi Rus; † 25 de juliol de 1983, Filadèlfia, Estats Units) fou un físic teòric famós per la seva descoberta de l'efecte Primakoff.
Primakoff contribuí a la comprensió de les interaccions febles, la desintegració beta doble, les ones d'espín en ferromagnetisme, i la interacció entre neutrí i el nucli atòmic. La transformació Holstein-Primakoff, per tractar les ones d'espín com a excitacions bosòniques, rep el nom en honor seu.
El 1940 va treballar al Institut Polytechnic de Brooklyn, i després a la Universitat de Queens, Nova-York. Primakoff fou el primer Professor Donner de Físiques a la Universitat de Pennsilvània. Va estar casat amb Mildred Cohn des del 1938 fins a la seva mort el 1983. El 2011 la Societat Americana Física va establir el Premi Henry Primakoff de Física de Partícules per a investigadors a l'inici de la seva carrera.